# Ion Mucenica
Ion (Ioan) Mucenica (n. 24 septembrie 1918, Cornățelu, Motoșeni, Bacău, România – d. 1965) a fost un pilot român de aviație, as al Aviației Române din cel de-al Doilea Război Mondial.
Adjutantul stagiar av. Ion Mucenica a fost decorat cu Ordinul Virtutea Aeronautică de război cu spade, clasa Crucea de Aur cu 2 barete (4 noiembrie 1941) „pentru eroismul dovedit în luptele aeriene dela: Volianovca, unde a doborît două avioane sovietice, la Vigoda, unde a doborît un avion și la Fomina-Balka, unde a doborît două avioane sovietice. Are 75 ieșiri pe front.”, clasa Cavaler (20 februarie 1942) „pentru eroismul și vitejia arătată în luptele aeriene, când a doborât 6 avioane bolșevice” și clasa Comandor (16 februarie 1944) „pentru curajul și vitejia dovedită în luptele aeriene cu vânătoarea inamică, reușind să doboare 2 avioane sovietice. A executat 123 misiuni de vânătoare”. A fost înaintat (anterior anului 1944) la gradul de adjutant aviator. În anii '50, Ion Mucenica a fost trecut în rezervă și a lucrat ca mecanic auto și distribuitor de benzină la stația de benzină PECA din Băneasa. 

## Decorații
- Ordinul „Virtutea Aeronautică” de Război cu spade, clasa Crucea de Aur cu 2 barete (4 noiembrie 1941)[2]
- Ordinul „Virtutea Aeronautică” de Război cu spade, clasa Cavaler (20 februarie 1942)[3]
- Ordinul „Virtutea Aeronautică” cu spade, clasa Comandor (16 februarie 1944)[4]